# (7184) 1991 RB25
(7184) 1991 RB25 (1991 RB25, 1979 YV1, 1983 YS) — астероїд головного поясу, відкритий 11 вересня 1991 року.
Тіссеранів параметр щодо Юпітера — 3,405.